# Идеални гас
Идеални гас је сваки гас чије честице (атоми или молекула) имају укупно занемарљиво малу сопствену запремину. Између њих не постоје међумолекулске Ван дер Валсове везе, па се идеални гас не може превести у течно или чврсто стање. Идеални гас је теоријски концепт, а реални гасови му се приближавају тек при ниским притисцима и високим температурама. Идеални гас се понаша према једначини стања идеалног гаса и статистичкој механици. Генерално, гас се понаша више попут идеалног гаса на вишим температурама и нижим притисцима, јер потенцијална енергија услед интермолекулских сила постаје мање значајна у односу на кинетичку енергију честица, а величина молекула постаје мање значајна у односу на празан простор између њих. Један мол идеалног гаса има капацитет од 22,710947 (13) литара.
При стандардном притиску и температури, већина реалних гасова понаша се као идеални гас. Већина гасова, као што су ваздух, азот, кисеоник, водоник, племенити гасови, укључујући и неке теже, као што је угљен диоксид, могу се сматрати идеалним гасовима, унутар разумних одступања. Углавном, као идеални гас, сваки се понаша више код виших температура и мањих густина (мањих притисака), када механички рад међумолекулских сила постаје мање значајан у поређењу с кинетичком енергијом честица и њиховој величини, мање је  значајна у компарацији с празним простором између њих.
То се посебно односи на теже плинове, водену пару и фреоне. У неким случајевима, на ниским температурама и вишим притисцима, реални гасови мењају агрегатно стање, претварајући се у течности или круте материје. Модел идеалних гасова не дозвољава промене агрегатних стања. У том случају се требају користити сложеније једначине њихових стања. 
Модели идеалних гасова су се истраживали у Њутновој динамици и кинетичкој теорији гасова, као и у квантној механици. Понекад се модели идеалних гасова користе за понашање електрона у металима, а то је и један од најважнијих модела у статистичкој механици.

## Типови идеалних гасова
Постоје три основне врсте идеалних гасова:
- класични Максвелов-Болцманов идеални гас;
- идеални квантни Босеов гас, који се састоји од бозона;
- идеални квантни Фермијев гас, који се састоји од фермиона.

Класични идеални гас има два типа: класични термодинамички идеални гас и идеални квантни |Болцманов гас. У суштини, оба су једнака, осим што се класични термодинамички идеални гас темељи на класичној статистичкој механици и неким термодинамичким параметрима, као што је ентропија. Идеални квантни |Болцмановов гас прелази та ограничења, узимајући границе идеалног квантног Босеовог гаса и идеалног квантног Фермијевог гаса, у границама високих температура, одређујући додатне константе. Идеални квантни Болцмановов гас разликује се само по константама. Резултати једначине идеалног квантног Болцмановог гаса користе се у доста случајева, укључујући Сакур-Тетродеову једначину за ентропију идеалног гаса и Сахаову јонизацијску једначину за слабо јонизовану плазму. 

### Класична термодинамика идеалног гаса
Једначина стања идеалног гаса је:
{\displaystyle PV=nRT}
Ова једначина је изведена из:
- Бојловог закона:

{\displaystyle V=k/P} (за константне  и );
- Чарлсовог закона:

{\displaystyle V=bT} (за константне  и ); и
- Авогадровог закона:

{\displaystyle V=an} (за константне  и ).
Комбиновањем ова три закона може се показати да:
{\displaystyle 3V=kba\left({\frac {Tn}{P}}\right)}, или
{\displaystyle V=\left({\frac {kba}{3}}\right)\left({\frac {Tn}{P}}\right)}.
Под идеалним условима, {\displaystyle V=R\left({\frac {Tn}{P}}\right)} ; те је, {\displaystyle PV=nRT}.
Унутрашња енергија идеалног гаса је: 
{\displaystyle U={\hat {c}}_{V}nRT}
где
- {\displaystyle P} je притисак
- {\displaystyle V} је запремина
- {\displaystyle n} је количина супстанце гаса (у моловима)
- {\displaystyle R} je гасна константа (8,314 ·−1-1)
- {\displaystyle T} је апсолутна температура
- {\displaystyle k} је константа која се користи у Бојловом закону
- {\displaystyle b} је константа пропорционалности; једнака са {\displaystyle V/T}
- {\displaystyle a} је константа пропорционалности; једнака са {\displaystyle V/n}
- {\displaystyle U} је унутрашња енергија
- {\displaystyle {\hat {c}}_{V}} је бездимензиони специфични топлотни капацитет на константној запремини, ≈ 3/2 за монатомски гас, 5/2 за диатомски гас и 3 за комплексније молекуле.

Да би се прешло са мактроскопских величина (лева страна следеће једначине) на микроскопске (десна страна), користи се
{\displaystyle nR=Nk_{B}\ }
где
- {\displaystyle N} је број честица гаса
- {\displaystyle k_{B}} је Болцманова константа (1.381×10−23J·K−1).

Расподела вероватноће честица по брзини или енергији је дата Максвел-Болцмановом расподелом.
Закон идеалног гаса је екстензија експериментално изведених гасних закона. Реални флуиди мале густине и високе температуре опонашају класични идеални гас. Међутим, на нижим температурама и вишим густинама, долази до девијације реалног флуида од понашања идеалог гаса, посебно при кондензацији из гаса у течност, као и при прелазу из гасовитог у чврсто стање. Ова девијатиција се изражава фактором компресибилности.

## Топлотни капацитет
Топлотни капацитет, при константној запремини за  било којег гаса, укључујући и идеални гас је:
{\displaystyle \left({\frac {\partial U}{\partial T}}\right)_{V}={\hat {c}}_{V}.}
што је бездимензиони специфични топлотни капацитет при константној запремини, која је углавном функција температуре. За средње температуре, за једноатомске гасове та константа је: {\displaystyle {\hat {c}}_{V}=3/2}, док је за двоатомне гасове {\displaystyle {\hat {c}}_{V}=5/2}.
Топлотни капацитет, уз константни притисак, за 1 J/K идеалног гаса је:
{\displaystyle {\hat {c}}_{p}=\left({\frac {\partial H}{\partial T}}\right)_{p}={\hat {c}}_{V}+1}
где је: {\displaystyle H=U+pV}– енталпија гаса.

### Закон идеалног гаса
Закон идеалног гаса је једначина стања идеалног гаса, дата обрасцем:
{\displaystyle PV=nRT\,}
где је
- P = притисак
- V = запремина
- n = количина супстанце гаса (у моловима)
- R = гасна константа (0,08206 −1 · molova−1)
- T = апсолутна температура.

Закон о идеалном гасу је проширење експериментално откривеног закона гасова. Такође се може извести из микроскопском смислу. 
Стварне течности, при ниској густини и високој температури приближне су понашању у оквирима класичног идеалног гаса. Међутим, при нижим температурама или већој густини, стварна течност јако одступа од понашања идеалног гаса, посебно јер се кондензира из гаса у течност или као талог из гаса у чврсту супстанцу. Ово одступање изражава се као фактор компресибилности.
Ова једначина изведена је  из
- Бојловог закона: {\displaystyle V\propto {\frac {1}{P}}};
- Шарлов закон: {\displaystyle V\propto T};
- Авогадров закон: {\displaystyle V\propto n}.

Након комбиновања ових закона, следи:
{\displaystyle V\propto {\frac {nT}{P}}}
где:
{\displaystyle V=R\left({\frac {nT}{P}}\right)}
{\displaystyle PV=nRT}.

### Модел на микроскопској разини
Да би се пребацили с макроскопских величина (лева страна следеће једначине) на микроскопске (десна страна), користи се образац:
{\displaystyle nR=Nk_{\mathrm {B} }}
где
- {\displaystyle N} = број честица гаса;
- {\displaystyle k_{\mathrm {B} }} = Болцманова константа
- {\displaystyle k_{\mathrm {B} }} (1,381×10−23 J·K−1).

Дистрибуција вероватноће честица према брзини или енергији дата је помоћу Максвелове дистрибуције брзине.
Модел идеалног гаса зависи од следећих претпоставки:
- Молекули гаса се не могу разликовати, као мале тврде кугле;
- Сви судари су еластични и свако кретање је без трења (нема губитка енергије у кретању или сударању);
- Примењују се Њутнови закони;
- Просечна удаљеност између молекула много је већа од величине молекула;
- Молекули се непрестано крећу у случајним смеровима с расподелом брзина;
- Не постоје привлачне или одбојне силе између молекула, осим оних које одређују њихова тачкаста колизија;
- Једине силе између молекула гаса и околине су оне које одређују тачкасте сударе молекула са зидовима;
- У најједноставнијем случају, не постоје силе великог домета између молекула гаса и околине.

Како не би били дозвољени начини ротације, неопходна је претпоставка о сферним честицама, за разлику од двоатомског плина. Следеће три претпоставке су врло повезане: молекули су тврди, судари су еластични и не постоје међумолекулске силе. Претпоставка да је простор између честица много већи од самих честица је од највеће важности и објашњава зашто апроксимација идеалног гаса не успева при високим притисцима.

## Ентропија
Користећи само резултате термодинамике, може се ићи далеко у одређивању израза за ентропију идеалног гаса. Ово је важан корак јер, према теорији термодинамичких потенцијала, ентропија се може изразити у функцији  U (U је термодинамички потенцијал), запремине V и броја честица N, тада се стиче потпуна представу о термодинамичком понашању идеалног гаса. Из овог израза се може извести и закон идеалног гаса и израз за унутрашњу енергију.
Будући да је ентропија тачна разлика, користећи правило ланца, промена ентропије приликом преласка, из референтног стања 0, у неко друго стање с ентропијом S може се описати као ΔS где:
{\displaystyle \Delta S=\int _{S_{0}}^{S}dS=\int _{T_{0}}^{T}\left({\frac {\partial S}{\partial T}}\right)_{V}\!dT+\int _{V_{0}}^{V}\left({\frac {\partial S}{\partial V}}\right)_{T}\!dV}
при чему референтне варијабле могу бити функције броја честица N. Користећи дефиницију топлотног капацитета при константној запремини за први диференцијал и одговарајућег Максвеловог односа за други, добија се: 
{\displaystyle \Delta S=\int _{T_{0}}^{T}{\frac {C_{V}}{T}}\,dT+\int _{V_{0}}^{V}\left({\frac {\partial P}{\partial T}}\right)_{V}dV.}
Изражавајући CV у терминима ĉV како је развијено у горњем одјељку, диференцирање једначина стања идеалног гаса и интегришући, добија се:
{\displaystyle \Delta S={\hat {c}}_{V}Nk\ln \left({\frac {T}{T_{0}}}\right)+Nk\ln \left({\frac {V}{V_{0}}}\right)}
што имплицира да се ентропија може изразити као:
{\displaystyle S=Nk\ln \left({\frac {VT^{{\hat {c}}_{V}}}{f(N)}}\right)}
где су све константе уграђене у логаритам као f(N) што је нека функција броја честица  N која има исте димензије као VTĉV како би аргумент логаритма био бездимензионалан. Тада се намеће ограничење да ентропија треба да буде опсежна. То ће значити да када се опсежни параметри (V и N) помноже са константом, ентропија ће се помножити са истом то константом. Математички: 
{\displaystyle S(T,aV,aN)=aS(T,V,N).\,}
Из тога, изводи се једначина функције f(N)
{\displaystyle af(N)=f(aN).\,}
Разликовањем овога у односу на a, постављањем a једнаким 1, а затим решавањем диференцијалне једначине, добија се f(N):
{\displaystyle f(N)=\Phi N\,}
Где Φ може варирати за различите гасове, али ће бити независни од њиховог термодинамичког стања. Имаће димензије VTĉV/N. Уврштавањем у једначину за ентропију, следи:
{\displaystyle {\frac {S}{Nk}}=\ln \left({\frac {VT^{{\hat {c}}_{V}}}{N\Phi }}\right).\,}
и користећи израз за унутрашњу енергију идеалног гаса, ентропија се може написати као:
{\displaystyle {\frac {S}{Nk}}=\ln \left[{\frac {V}{N}}\,\left({\frac {U}{{\hat {c}}_{V}kN}}\right)^{{\hat {c}}_{V}}\,{\frac {1}{\Phi }}\right]}
Будући да је ово израз за ентропију у терминима U, V и N, то је темељна једначина из које могу бити изведена сва остала својства идеалног гаса.
Ово је приближно онолико колико се може ићи користећи само термодинамику. Горња једначина је неисправна; како се температура приближава нули, ентропија се приближава негативној бесконачности, у супротности са Трећим законом термодинамике. У горе наведеном „идеалном” развоју постоји критична тачка, а не апсолутна нула, у којој аргумент логаритма постаје јединствен, а ентропија нула. Ово је нефизички. Горња једначина добра је апроксимација само када је аргумент логаритма много већи од јединице; концепт идеалног гаса престаје да важи се при малим вредностима V/N. Ипак, постојаће „најбоља” вредност константе у смислу да је предвиђена ентропија што ближа стварној ентропији, с обзиром на (нужно) погрешну претпоставку идеалности. Квантно-механичка деривација ове константе развијена је у извођењу Сакур-Тетродеова једначине, која изражава ентропију моноатомског (ĉV  =   3/2) идеалног гаса. У Сакур-Тетродеовој теорији, константа зависи само од масе честице гаса. Њихова једначина такође има слабу примену код дивергентне ентропије на апсолутној нули, али је добра апроксимација за ентропију моноатомског идеалног гаса за довољно високе температуре. 
Алтернативни начин изражавања промене у ентропији је:
{\displaystyle {\frac {\Delta S}{Nk{\hat {c}}_{V}}}=\ln \left({\frac {P}{P_{0}}}\right)+\gamma \ln \left({\frac {V}{V_{0}}}\right)=\ln \left({\frac {PV^{\gamma }}{P_{0}V_{0}^{\gamma }}}\right)\implies PV^{\gamma }=const.\;{\text{за изентропски процес}}}